# Sphaerobunus
Sphaerobunus is een geslacht van hooiwagens uit de familie Gonyleptidae.
De wetenschappelijke naam Sphaerobunus is voor het eerst geldig gepubliceerd door Roewer in 1917. 

## Soorten
Sphaerobunus omvat de volgende 11 soorten:
- Sphaerobunus alticola
- Sphaerobunus editus
- Sphaerobunus fallax
- Sphaerobunus fulvigranulatus
- Sphaerobunus marmoratus
- Sphaerobunus pictus
- Sphaerobunus pulcher
- Sphaerobunus rhinoceros
- Sphaerobunus singularis
- Sphaerobunus soaresi
- Sphaerobunus variolosus